# Krzem
Krzem (Si, łac. silicium) – pierwiastek chemiczny, z grupy półmetali w układzie okresowym. Izotopy stabilne krzemu to 28Si, 29Si i 30Si. Wartościowość w większości związków wynosi 4, rzadziej spotykane są związki z krzemem dwuwartościowym. Typowe stopnie utlenienia to −IV i IV, rzadko −II i II; znane są też związki o st. utl. 0. Krzem (w postaci monokryształów) jest wykorzystywany powszechnie w przemyśle elektronicznym.

## Historia odkrycia
Krzem został zidentyfikowany jako pierwiastek przez Antoine’a Lavoisiera w 1787. W 1800 Humphry Davy błędnie uznał, że krzem jest związkiem chemicznym, i opinia ta przetrwała do 1822, kiedy to Jöns Jacob Berzelius otrzymał czysty krzem z krzemionki SiO2, przeprowadzając ją kwasem fluorowodorowym w SiF4 i redukując go potasem.

## Występowanie
Zawartość krzemu w zewnętrznych strefach Ziemi wynosi 26,95% wagowo. Jest drugim po tlenie najbardziej rozpowszechnionym pierwiastkiem. Krzemionka SiO2 w różnych odmianach polimorficznych (kwarc, trydymit, krystobalit) oraz krzemiany i glinokrzemiany stanowią większość skał tworzących skorupę ziemską. Od jego symbolu pochodzą nazwy zewnętrznych warstw Ziemi – sial (Si + Al) i sima (Si + Mg).
Przeciętna zawartość krzemu w glebie jest podobna jak w litosferze, ale w zależności od typu może być niższa niż 1% lub bliska 50%. Zawartość w wodach podziemnych jest różna, w porównaniu z zawartością w skałach niska, gdyż związki krzemu są słabo rozpuszczalne, choć wystarczająca do uznania krzemu za makroelement. Największe stężenie rozpuszczonych związków krzemu występuje w wodach termalnych, gdzie przekracza 100, a nawet 600 mg/dm³, jednak średnia zawartość krzemionki rozpuszczonej w wodach podziemnych to kilkanaście mg/dm³. Zawartość w tkankach roślinnych mieści się w zakresie od kilku setnych procenta suchej masy (np. w korzeniach buraka cukrowego), przez kilka dziesiętnych procenta (np. w pędach roślin motylkowatych), kilka procent (wiele zbóż), kilkanaście procent (np. w skrzypach), do 20% (w ryżu). W uproszczeniu w tkankach roślin jednoliściennych jest o rząd wielkości wyższa niż w dwuliściennych. Pewne ilości krzemu znajdują się też w organizmach zwierząt.

## Związki
Krzem, podobnie jak węgiel, tworzy łańcuchy krzem–krzem, krzem–tlen–krzem oraz krzem–azot–krzem.
Istnieje dość liczna (około 300 tys.) grupa takich związków, jest ich jednak o wiele mniej niż związków węgla.
Ze względu na zdolność do tworzenia łańcuchów, krzem jest proponowany jako alternatywna wobec węgla podstawa życia.
Najważniejsze związki krzemu to krzemionka, będąca podstawowym składnikiem piasku i szkła, kwasy krzemowe H2nSimO2m+n, ich sole – krzemiany – które są składnikami szkła wodnego, oraz chlorosilany i alkoksysilany, podstawowe substraty do produkcji polisiloksanów i żeli krzemionkowych.

## Otrzymywanie
Przemysłowo krzem najczęściej otrzymuje się poprzez redukcję tlenku krzemu węglem w piecach elektrycznych:
SiO
2 + 2C  →  Si + 2CO↑
W wyniku tego procesu powstaje krzem amorficzny, natomiast monokryształy tego pierwiastka uzyskuje się metodą Czochralskiego. Krzem najwyższej czystości do produkcji półprzewodników otrzymuje się przez rozkład termiczny wysoko oczyszczonego trichlorosilanu SiHCl
3 w atmosferze wodoru lub metodą topienia strefowego.
W skali laboratoryjnej krzem można uzyskać za pomocą redukcji magnezem:
SiO
2 + 2Mg  →  Si + 2MgO

## Znaczenie biologiczne

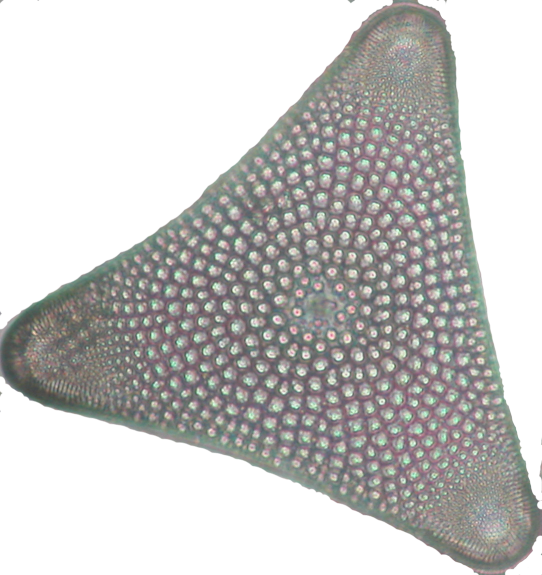
Krzemionkowa okrywa okrzemki

### Rola w organizmach niższych i roślinach
Chociaż krzem jest łatwo dostępny w postaci krzemianów, bardzo niewiele organizmów wykorzystuje go bezpośrednio. Okrzemki, promienice i gąbki krzemionkowe wykorzystują biogeniczną krzemionkę jako materiał strukturalny dla swoich szkieletów. W komórkach roślin występują krzemionkowe fitolity – sztywne mikroskopijne ciała; niektóre rośliny, na przykład ryż, potrzebują krzemu do wzrostu. Wykazano, że krzem jest zdolny do poprawy wytrzymałości ściany komórkowej i integralności strukturalnej u niektórych roślin. Krzem niweluje negatywne skutki działania czynników stresogennych (w tym wywołanych przez metale ciężkie, zasolenie czy suszę), co wskazuje na uruchomienie w roślinach procesów o charakterze regeneracyjnym lub obronnym.

### Rola w organizmie ssaków i człowieka
W ciele człowieka występuje ok. 1–2 g krzemu; jest to trzeci, po żelazie i cynku, pierwiastek śladowy w organizmie. Krzem w organizmie jest skoncentrowany głównie w tkance łącznej – aorcie, tchawicy, ścięgnach, kościach i skórze. Krzem wchodzi w skład kompleksów glikozaminoglikanów z białkami, uczestnicząc w tworzeniu struktury tkanki łącznej.
W badaniach przeprowadzonych w latach 70. XX wieku wykazano, że w kościach młodych myszy i szczurów krzem jest zlokalizowany w obszarze aktywnego wzrostu. Na początkowym etapie mineralizacji zawartość wapnia i krzemu w rosnącym obszarze kości była niewielka. W miarę mineralizacji ilość wapnia i krzemu wzrastała, natomiast w zaawansowanym etapie mineralizacji zawartość krzemu drastycznie się zmniejszała. Wskazuje to, że krzem uczestniczy w procesie mineralizacji. Wniosek ten został potwierdzony badaniami in vivo: mineralizacja kości zależała od ilości krzemu w diecie szczurów.
Badania in vitro wykazały, że krzem stymuluje różnicowanie i proliferację komórek kościotwórczych (osteoblastów) oraz stymuluje syntezę kolagenu typu I.

### Krzem w żywności
Istnieją dowody na to, że spożycie krzemu jest ważne do utrzymania zdrowych skóry, kości, paznokci i włosów.
Badania na zwierzętach wykazały, że niedobór krzemu w diecie może powodować zaburzenia wzrostu, deformacje czaszki, obniżenie masy ciała oraz gęstości mineralnej kości. Suplementacja krzemu natomiast sprzyjała wbudowaniu wapnia do tkanki kostnej, zwiększało mineralną gęstość kości oraz obniżało częstotliwość urazów. Podanie krzemu samicom szczurów z usuniętymi jajnikami (zwierzęcy model osteoporozy) zmniejszało resorpcję kości, zwiększało tempo tworzenia kości oraz zwiększało gęstość mineralną kości. Stymulację procesów budowy kości zaobserwowano nawet u zwierząt z niedoborem wapnia, chociaż suplementacja krzemem i wapniem jednocześnie powodowała największy wzrost gęstości mineralnej kości.
Wiadomo, że dieta dostarczająca więcej niż 40 mg krzemu dziennie jest powiązana z wyższą gęstością mineralną kości udowej w porównaniu do diety dostarczającej mniej niż 14 mg krzemu dziennie.
Badania przeprowadzone na grupie kobiet z osteopenią wskazują, że jednoczesna suplementacja krzemem, wapniem i witaminą D wykazuje większy pozytywny wpływ na gęstość mineralną kości niż suplementacja tylko wapniem i witaminą D.
Spożycie krzemu w populacji polskiej wynosi około 24 mg/dobę u kobiet i 27,7 mg/dobę u mężczyzn. Jest to znacznie mniej niż w społecznościach, których jadłospis bazuje na warzywach; w Indiach i Chinach spożycie krzemu wynosi 140–204 mg/dobę.

### Przyswajalność z żywności
Dwutlenek krzemu jest dopuszczony do stosowania w produktach spożywczych jako substancja przeciwzbrylająca (E551) – jednak przyswajalność krzemu z dwutlenku krzemu wynosi mniej niż 1%.
Kwas ortokrzemowy jest dobrze rozpuszczalną substancją, naturalnie występującą w zbożach, owocach, warzywach i wodach mineralnych. Przyswajalność krzemu z kwasu krzemowego wynosi około 43%. Jednak w środowisku wodnym, w stężeniach przekraczających 0,1% molekuły kwasu krzemowego ulegają polimeryzacji, tworząc kwas polikrzemowy o znacznie mniejszej biodostępności. W celu zapobiegania polimeryzacji monomerów kwasu krzemowego opracowano kilka metod stabilizacji:
- monometylosilanotriol (MMST, ang. monomethylsilanetriol), inaczej zwany krzemem organicznym – jest pochodną silanolu o wzorze ogólnym CH3Si(OH)3[27]
- kwas krzemowy stabilizowany choliną (ch-OSA, ang. choline-stabilised orthosilicic acid)[28]
- kwas krzemowy stabilizowany waniliną (OSA-VC, ang. orthosilicic acid-vanillin complex)[29]

Wszystkie trzy rodzaje są dopuszczone do stosowania w suplementach diety.